# Nuestra América
Nuestra América (deutsch: Unser Amerika) ist ein politisch-philosophisches Essay des kubanischen Schriftstellers José Martí von 1891. In dem Essay kritisiert der Autor die nordamerikanische Interessenpolitik in Lateinamerika und schlägt eine antiimperialistische Allianz aller mittel- und südamerikanischer Staaten vor.
Das Werk wurde zuerst am 1. Januar 1891 in der New Yorker Revista Ilustrada veröffentlicht und am 30. Januar 1891 in der mexikanischen Zeitschrift El Partido Liberal. Zeitgleich mit der Veröffentlichung des Werkes nahm Martí an der ersten Panamerikanischen Konferenz in Washington teil, in der Fragen der interamerikanischen Zusammenarbeit geklärt werden sollten.

## Inhalt
Zu Beginn des Essays zeichnet Martí das Bild einer neuen Gefahr, der Lateinamerika gegenüberstehe. Er illustriert dies allegorisch mit Bäumen, die nun nicht mehr in einer Idylle wüchsen: „Die Bäume müssen sich in Reih und Glied aufstellen, damit der Riese mit den Siebenmeilenstifeln nicht hindurch kann. Es ist die Zeit der Abrechnung und des gemeinsamen Marsches; und wir müssen eng beieinander marschieren.“ Er ruft die Völker Lateinamerikas dazu auf, Streitigkeiten untereinander zu besiegeln und gemeinsam für ihre Interessen einzustehen.
Nach diesem Aufruf präzisiert Martí das Problem: die kulturelle Abhängigkeit von Europa und den USA. Lateinamerikanische Studenten würden die politischen Theorien Europas und Nordamerikas lernen anstelle derer des eigenen Kontinents. Schülern würde griechische Geschichte gelehrt statt indigener Geschichte. Um dem beizukommen, schlägt er die Ausprägung und Pflege einer eigenen Kultur vor. Viele hätten bereits begonnen, an Lösungen für die Probleme zu arbeiten: „Die jungen Menschen Amerikas krempeln sich die Ärmel hoch, stützen die Hände auf die Tische und erheben sich mit schweißgetränkten Köpfen. Sie verstehen, dass wir zu viel imitieren; und dass die Lösung ist, etwas zu erschaffen.“ Martí ruft dazu auf, eine eigene Kultur zu entfalten und diese auch der Politik zugrunde zu legen.
Indios, Mestizen und Schwarze müssten in die Republiken politisch eingebunden werden, damit diese wirklich frei seien. Martí präsentiert zudem seine historisch-materialistische Idee, durch die Änderung einiger ökonomischer und logistischer Probleme einen neuen amerikanischen Menschen zu erschaffen.

## Bedeutung
Das Essay ist in einer bildhaften Sprache verfasst und beinhaltet viele, ebenso allegorische Aufrufe an die lateinamerikanische Gemeinschaft, zusammenzuhalten und die eigene Kultur in Bezug auf Nordamerika zu stärken.
Martí kontrastiert das spanisch-portugiesische und das anglophone Amerika. Er verwendet dazu Begriffe wie nuestra América (unser Amerika), América mestiza (mestizisches Amerika), América nueva (neues America) oder Yanquis.
Die autochthone Gemeinschaft der Eingeborenen wird zu einem Ideal stilisiert, dem Identität, Wahrheit und Autonomie anhaften. Martí weist so in Nuestra América die vorherrschende hispano-zentralistische Sicht auf die amerikanische Geschichtsschreibung zurück. Trotzdem unterteilt er die Bevölkerung Lateinamerikas in einen kultivierten (los cultos) und einen unkultivierten (los incultos) Teil. Sein Glaube an einen immer voranschreitenden technologischen und wirtschaftlichen Fortschritt impliziert die von Martí in seiner politischen Arbeit unterstützte Maßnahme, indigene Bevölkerungsgruppen nach westlichem Maßstab zu zivilisieren.